# Alicja z Thouars
Alicja z Thouars (1200, zm. 21 października 1221), księżna Bretanii, najstarsza córka Gwidona z Thouars i księżnej Konstancji Bretońskiej, córki księcia Conana IV Młodszego.
Władzę w Bretanii objęła w wieku 12 lat po śmierci swojego ojca. Niedługo przez jego śmiercią, w marcu 1213 r., poślubiła Piotra Mauclerca (1190 - 22 czerwca 1250), syna Roberta II, hrabiego Dreux, i Jolanty, córki Raoula I, pana de Coucy. Alicja i Piotr mieli razem dwa synów i córkę:
- Jan I Rudy (1217 - 8 października 1286), książę Bretanii
- Jolanta (1218 - 10 października 1272), hrabina Penthievre, żona Hugona XI de Lusignan, hrabiego de La Marche
- Artur (1220 - przed 1223)

Alicja nigdy nie sprawowała realnej władzy w księstwie Bretanii. Zmarła podczas porodu najmłodszego syna w 1221 r. Jej następcą został oficjalnie jej najstarszy syn Jan I Rudy, ale do 1237 r. faktyczne rządy sprawował Piotr Mauclerc.